# خوان كارمونا
خوان كارمونا (بالإسبانية: Juan Carmona)‏ هو مجدف تشيلي، ولد في 1932.

## وصلات خارجية
- خوان كارمونا على موقع الاتحاد الدولي للتجديف (الإنجليزية)
- خوان كارمونا على موقع أوليمبيديا (الإنجليزية)